# Шоколад

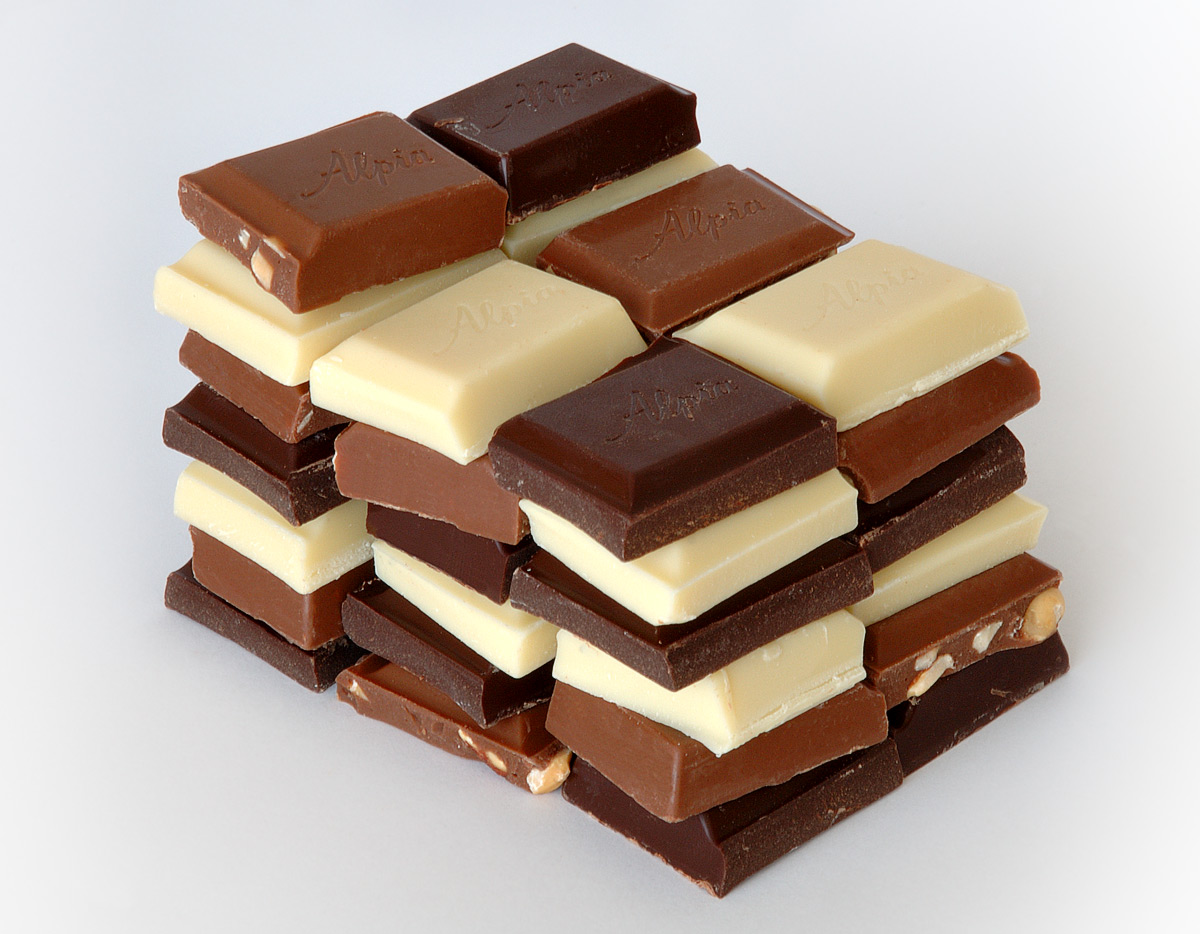
Кілька різновидів шоколадних плиток

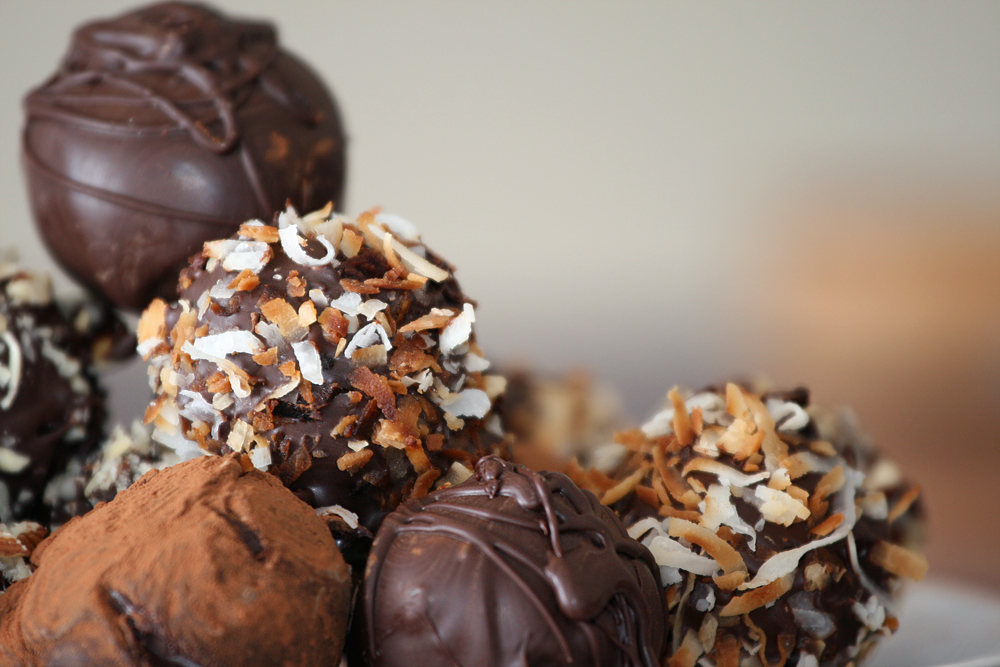
Шоколадні цукерки

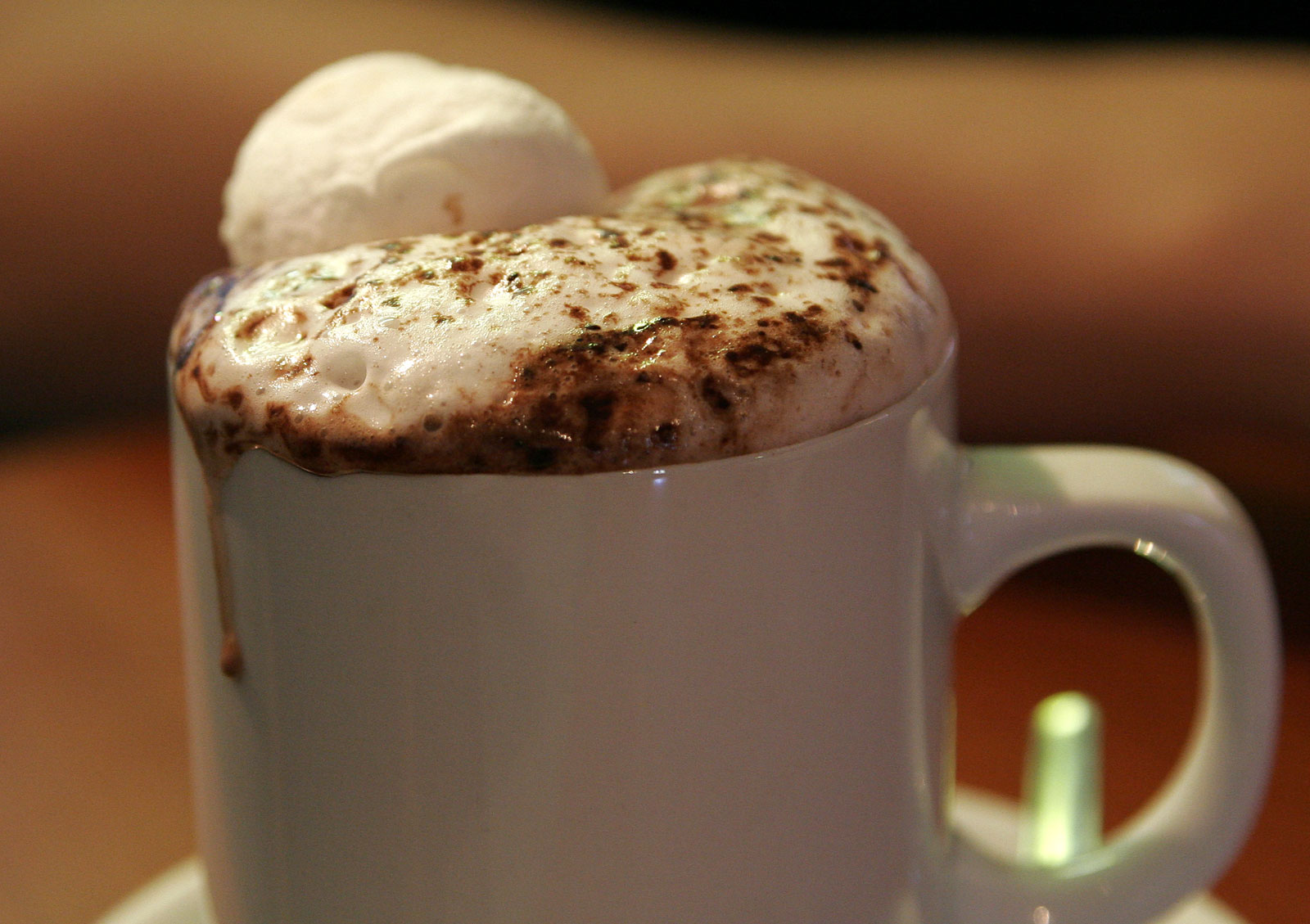
Гарячий шоколад

Шокола́д — клас продуктів харчування, переважно кондитерських виробів, що виготовляються з використанням плодів какао.
За ДСТУ 2633—2007:
- Шоколад — цукровий кондитерський виріб із шоколадної маси[1].
- Шоколадна маса — тонкоподрібнена кондитерська маса, отримана змішуванням какао тертого з какао-олією, цукром та іншими компонентами, які використовуються для виробництва шоколадних виробів[1].

Какао, що походить з тропічних районів Південної Америки, культивувалося в Месоамериці починаючи щонайменш з 12 століття до н.е., до того часу відносяться найстаріші відомості. Більшість народів Месоамерики, таких як мая та ацтеки, виготовляли шоколадні напої, зокрема «шоколатль» (науатль xocolātl — «гірка вода»).

## Етимологія

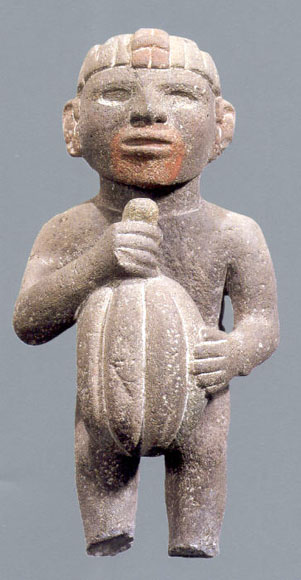
Ацтекська фігурка чоловіка з бобом какао

Слово «шоколад» перейшло до європейських мов з іспанської, про те, як воно потрапило до іспанської мови, відомо гірше. Найбільш цитованою версією є запозичення слова з науатля, мови ацтеків, де слово xocolātl (в пізнішій транскрипції chocolatl, вимовляється «шоколатль», від xococ — «гіркий», «кислий» та atl — «вода», «напій») використовувалося для позначення шоколадного напою. Однак, за даними лінгвіста Вільяма Брайта, слово xocolātl не зустрічалося в джерелах колоніального часу і тому ймовірно є пізнішим утворенням. За даними мексиканського історика і політика Франсиско Хав'єра Сантамарії, слово «шоколад» походить від слова юкатанської мови мая chocol — «гарячий» і слова мови науатль atl — «вода». Нарешті нещодавно данські лінгвісти Дакін і Віхман запропонували версію виникнення слова від слова східного діалекту науатля chicolatl — «збитий напій», через звичку тубільних мексиканців пити гарячий шоколад із збитою піною.

## Історія шоколаду

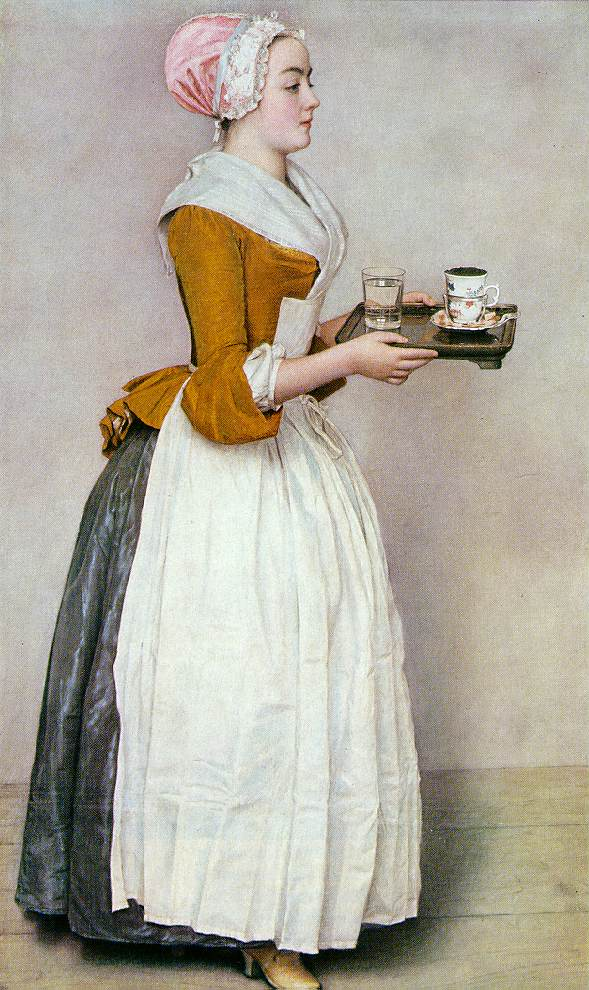
Ліотар: «Шоколадниця»

Какао, що походить з низовинних тропічних районів Південної Америки, понад три тисячоліття вирощувалося у Месоамериці, де його плоди використовувалися як для виготовлення напоїв, так і як інгредієнт різноманітних страв. Першим використанням, проте, було саме виготовлення напою. Найперші підтвердження його виготовлення набагато старіші за ольмеків. У 2007 році археологи, що працювали у містечку Пуерто-Ескондідо, Гондурас, знайшли залишки посуду зі слідами какао, що відносяться до часів від 1100 до 1400 року до н.е. Ці залишки вказували на те, що м'якоть какао використовувалося перш за все для отримання цукрів для спиртового бродіння та виготовлення алкогольного напою.
Залишки шоколаду в одному з найраніших поселень Мая біля Ріо-Асуль, Гватемала, вказують на використання ними шоколаду близько 400 року н. е. Мая дуже часто вирощували какао, зазвичай поруч із своїм житлом та використовували його насіння для виготовлення пінистого гіркого напою. Зображення та написи мая також вказують на те, що шоколад використовувався і для церемоніальних цілей.
У стародавній Месоамериці шоколад споживався як гіркий напій з різноманітними спеціями, до яких входили ваніль, червоний перець і аннато. Вважалося, що шоколад знімає втому, ймовірно через дію теоброміну. У Південній Америці какао також використовувалося для лікування діареї.
Шоколад досить високо цінився в Месоамериці, а плоди какао навіть використовувалися як заміна грошей. Наприклад, в ацтеків існувала чітка система, за якою індичка коштувала сто бобів какао, а авокадо коштувало три боби. Усі захоплені ацтеками території платили їм податки, до яких часто входили боби какао.
У Старому Світі про шоколад дізналися лише в 16 столітті, адже перші експедиції до Америки не привозили відомостей про цей продукт. Першими з європейців, які познайомилися з какао в 1502 році, були Христофор Колумб та його син Ернан, який, за його власними словами, був заскочений на диво поважним ставленням тубільців до схожих на мигдаль «горіхів». Натомість завойовник імперії ацтеків Ернан Кортес не лише розсмакував пекучий напій, а й заклав біля Веракруса власні плантації какао і жартував, що «вирощує гроші».
Після підкорення Мексики іспанцями «аристократичні» напої ацтеків втратили свій священний статус і стали доступними для всіх мешканців Америки — і тубільців, і переселенців. Познайомилися з шоколадом і мешканці метрополії, іспанці. Проте вони навчилися його вживати не холодним, а гарячим чи принаймні теплим. Можливо, далася взнаки плутанина в назві — адже в мая, як і в багатьох інших мовах, «пекучий» і «гарячий» позначалися одним словом. Що ж до гостроти напою, то вона для європейців, звісно, була незвичною, але додавала йому екзотичного флеру — прянощі тоді взагалі були в моді. Ті, хто спробував індіанський трунок, розповідали, що відчували неабиякий приплив сил. А чутки ще й приписували какао славу «напою кохання».
Чутки й перекази неабияк збентежили католицьких ієрархів, занепокоєних тим, що «язичницький трунок» може спокусити їхню паству і спрямувати її «грішним шляхом». У Мексиці збиралися навіть спеціальні «шоколадні конгреси» місцевих єпископів для обговорення цієї пекучої проблеми. Крапку в дискусіях поставив Папа Римський Пій V. Він спробував незнайомий йому до того напій і здивовано зазначив: «Таке гірке питво нікому не може приносити задоволення, тож пити його можна навіть у піст».
Отримавши дозвіл понтифіка, поціновувачі шоколаду одразу почали вносити до рецепту напою зміни, які мали позбавити його гіркоти. Спочатку червоний перець замінили «м'якішими» на смак прянощами. А в 1590 році в мексиканському місті Оахака-де-Хуарес місцеві черниці навчилися робити шоколад з медом і тростинним цукром. Потім до напою стали додавати ще й ваніль. Завдяки єзуїтам рецепт поширився іншими володіннями іспанського короля. Однак за межі іспанської імперії боби какао вивозити спочатку забороняли, сподіваючись зберегти монополію.
Протягом тривалого часу шоколад у Європі залишався винятково дорогим товаром, доступним лише аристократії. Для задоволення потреб ринку іспанці почали закладати більше плантацій, на яких спочатку працювали раби-індіанці, а потім і африканці.
У 1606 році какао-боби з Вест-Індії вдалося поцупити флорентійцю Антоніо Карлетті. Він започаткував «шоколадну справу» в Італії. А звідти напій поширився цілою Європою, Яку забезпечували контрабандним товаром голландці з Вест-Індської компанії.
До Франції какао привезла наречена короля Людовіка XIII, іспанська принцеса Анна, яка не бажала і на чужині відмовлятися від улюбленого напою: вона захопила з собою не лише боби, а й служанок, що вміли його готувати. До поширення моди на «іспанський трунок» доклав руку і кардинал Рішельє. Подейкували, що його лікар, знаючи пристрасть пацієнта до шоколаду, просто додавав до нього необхідні ліки, чим лише зміцнював віру кардинала в дивовижні медичні властивості какао.
Після захоплення в 1655 році англійцями Ямайки іспанська «шоколадна монополія» впала остаточно. 1657 року в Лондоні була відкрита перша в країні «шоколадня», де за прикладом кав'ярень відвідувачам подавали гарячий напій з какао і цукром. У 1672 році англієць Ганс Слоун запропонував варити шоколад не на воді, а на молоці. Згодом з'явилися й інші рецепти на кшталт какао зі збитими яйцями чи з міцним вином.
У 1659 році Людовік XIV надав королівський монопольний патент Давіду Шайлу, який відкрив перший магазин та шоколадну майстерню в Парижі. Серед виробів Шайлу були й шоколадні драже, які робили з пасти з подрібнених бобів какао і цукру. 1671 року кухар герцога Плессі-Праліна винайшов рецепт десерту з тертого мигдалю, зацукрованого меду і шоколаду (ним просочували солодку масу) — на честь герцога він отримав назву праліне. Тістечка, які мали назву «шоколадні пальчики», виготовляли в Англії принаймні з 1674 року.
Утім, і в XVIII ст. шоколад залишався насамперед напоєм. Він якнайкраще відповідав настроям аристократії «галантної доби», що прагнула безкінечних розваг і задоволень. Маркіза де Помпадур дуже любила напій з бобів какао, а Джакомо Казанова називав його найкращим засобом для зваблення. «Шоколадний бум» збагачував плантаторів у колоніях. У Венесуелі їх так і називали — «великими какао». Проте технології при цьому розвивалися дуже повільно.
Хвиля революцій кінця сторіччя змусила напій з какао поступитися місцем іншим — насамперед каві. Питний шоколад, зазвичай з молоком, залишили дітям — разом із солодощами і гардеробом у «старорежимному» стилі. Поява фабричної промисловості забезпечила успіх твердому шоколаду. Водночас розширився й асортимент кондитерських виробів, створених на основі шоколаду. Більшість тепер відомих шоколадних продуктів були створені в той час.
У 1819 році швейцарець Франсуа Луї Кайе створив першу шоколадну плитку — пресовану. 1821 року англійці брати Кедбері почали виробництво суцільних шоколадних цукерок. Швейцарець Шарль Амедей Колер винайшов шоколадні батончики і твердий шоколад з фундуком.
У 1828 році, шукаючи спосіб здешевити виробництво напою з какао, голландський підприємець Конрад ван Хаутен створив прес, який відокремлював від шоколадної маси какао-масло, а залишки перемелювали в порошок, який потім легко розчинявся у воді або молоці. Винахід несподівано виявився корисним і для виробництва цукерок, адже, повторно змішуючи какао-масло з порошком в різних пропорціях, можна було надавати отриманій масі будь-якої форми. І як тільки дія патенту Хаутена, виданого
на 10 років, завершилася, кондитери всього світу почали запроваджувати таку технологію на своїх підприємствах. У Німеччині та Бельгії налагодили виробництво фігурок із шоколаду. Англійська компанія «Фрай і сини» в 1847 році створила першу у світі литу шоколадну плитку. За два роки ініціативу перехопила досвідченіша фірма Кедбері. Саме її плитка стала зразком для виробників інших країн. Наступною новацією Кедбері стало виробництво цукерок у коробках — перша з яких мала форму серця.
Ще одним відкриттям, використаним кондитерами, стало «молочне борошно» — сухе молоко, винайдене німцем Генріхом Нестле. Поєднавши його із шоколадом, швейцарець Даніель Петер 1876 року створив молочний шоколад. У 1879 році швейцарець Рудольф Ліндт винайшов пристрій, у якому шоколадна маса знаходилася в постійному русі і ставала при цьому м'якою та однорідною, як фондю. Продукти з какао ставали не лише якіснішими, а й дешевшими і доступнішими. Наприкінці 19 сторіччя ціни знизилися настільки, що шоколад був по кишені не лише представникам середнього класу, а й кваліфікованим робітникам і навіть студентам.
У 1912 році бельгієць Жан Нойгауз налагодив виробництво «корпусних» шоколадних цукерок — з твердою оболонкою та начинкою. У 30-х роках 20 сторіччя технологи компанії «Нестле» створили білий шоколад, у якому немає какао-порошку, а лише какао-масло. У 21 столітті з'явився рожевий шоколад.

## Технологія виготовлення шоколаду

### Сировина

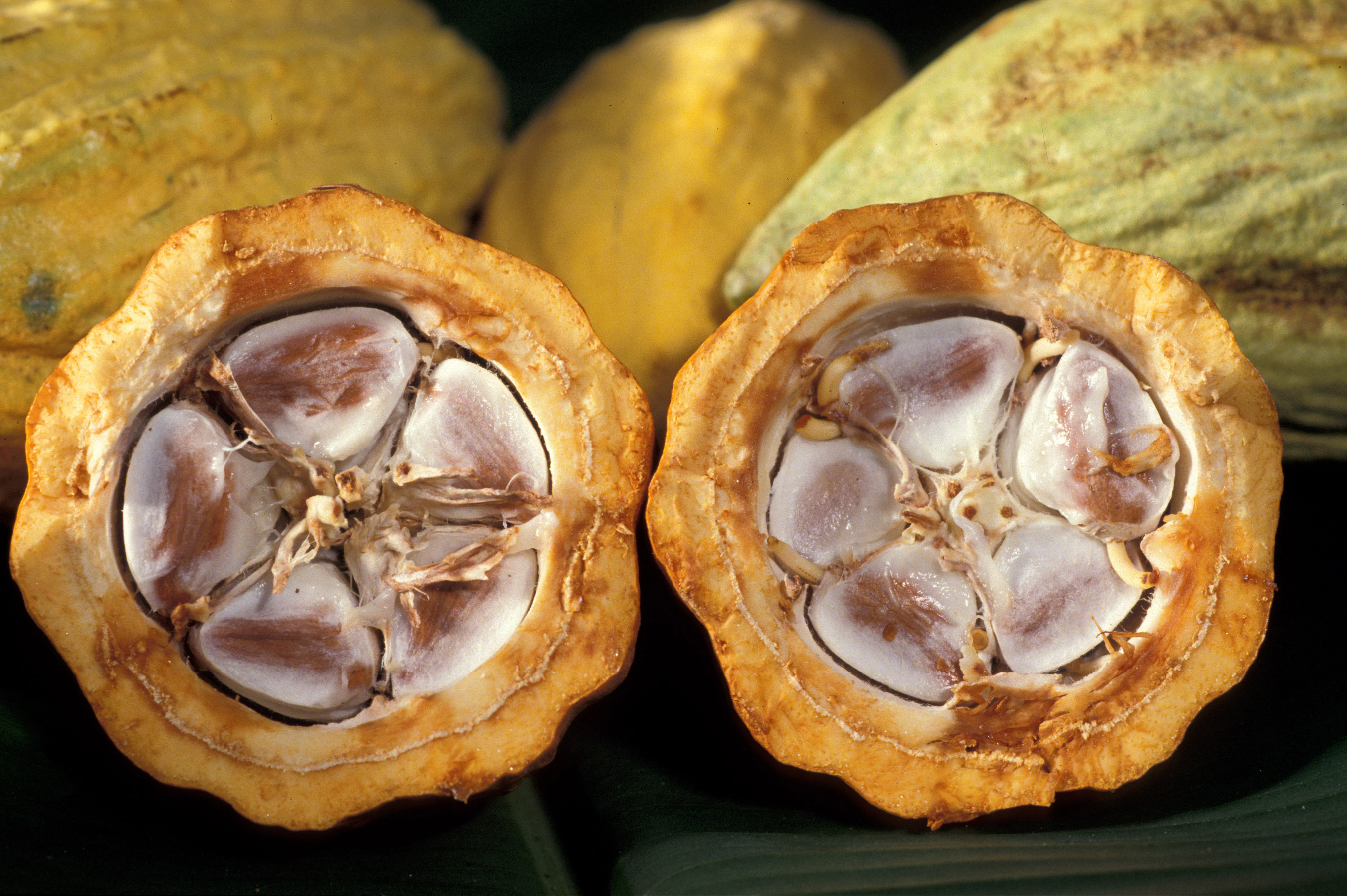
Плоди какао у розрізі

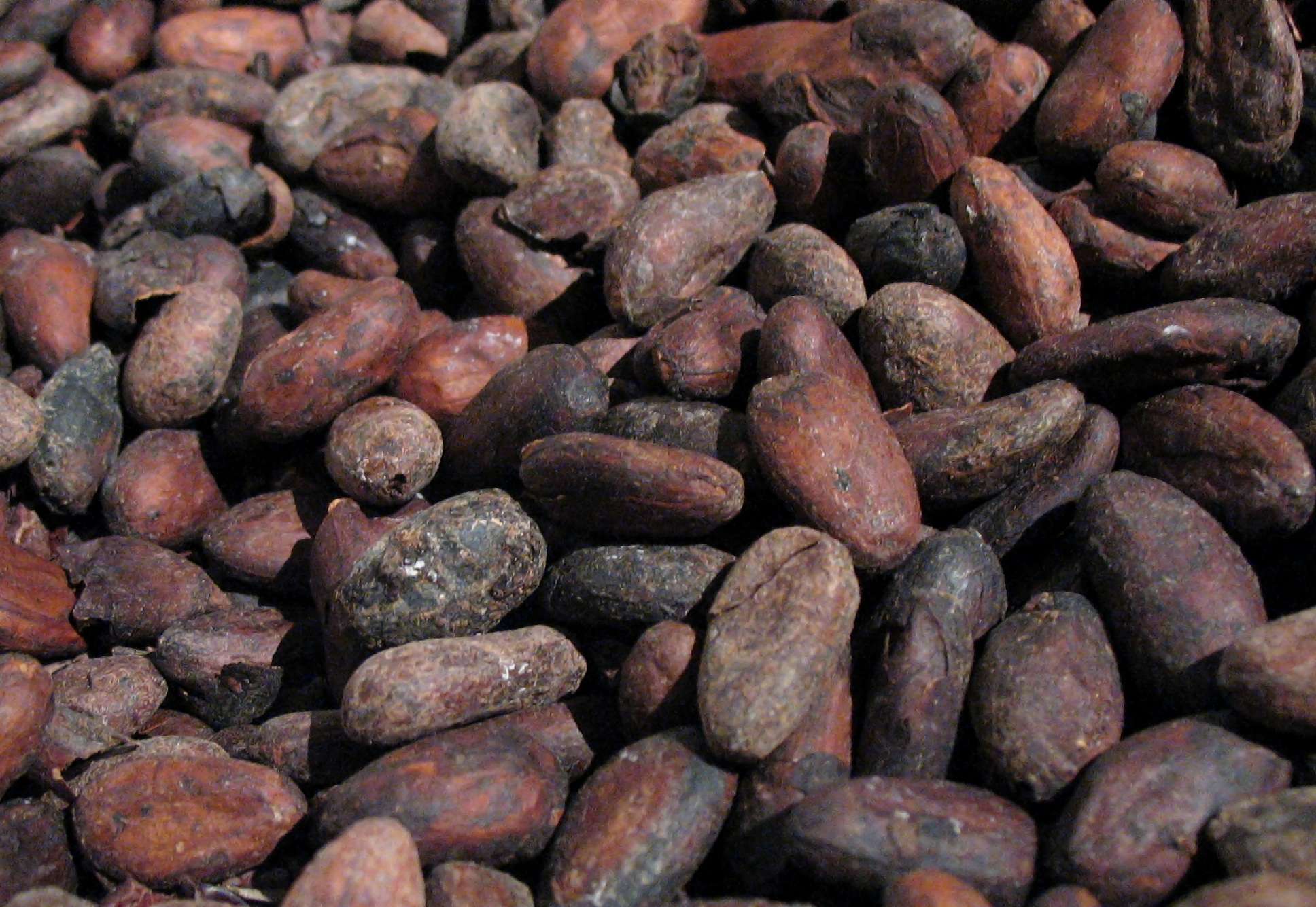
Обсмажені какао-боби

Основною сировиною для виробництва шоколаду і какао-порошку є какао-боби — насіння какао-дерева, що росте в тропічних районах земної кулі.
За походженням какао-боби поділяють на три групи:
- Американські;
- Африканські;
- Азійські.

Найменування товарних сортів відповідають назві району їх виробництва, країни або порту їх вивозу (Гана, Баїя, Камерун, Тринідад та ін.).
За якістю какао-боби поділяють на дві групи:
- Благородні (сортові), що мають ніжний смак і приємний тонкий аромат з безліччю відтінків (Ява, Тринідад та ін.);
- Споживчі (ординарні), що мають гіркий, терпкий кислуватий смак і сильний аромат (Баїя, Пара та ін.)

Какао-боби розташовані в м'якоті плоду какао-дерева по 30-50 штук. Мають мигдалеподібну форму, довжину близько 2,5 см. Біб складається з твердого ядра, утвореного двома сім'ядолями, зародка (паростка) і твердої оболонки (какаовели).
Какао-боби свіжозібраних плодів не мають смакових і ароматичних якостей, характерних для шоколаду і какао-порошку, мають гірко-терпкий присмак і бліде забарвлення. Для поліпшення смаку й аромату на плантаціях їх піддають ферментації і сушці.
Основними компонентами сухої речовини какао-бобів є жири, алкалоїди — теобромін, кофеїн (у незначних кількостях), білки, вуглеводи, дубильні і мінеральні речовини, органічні кислоти, ароматичні сполуки тощо.
Жир (какао-олія) міститься в кількості 52-56 % сухих речовин. При температурі 25 °С какао-олія тверда і крихка, а при 32 °С — рідка, тому в роті вона плавиться без залишку.

### Збір та обробка какао-бобів
У регіонах з дуже вологим та дощовим кліматом какао можна збирати увесь рік. Але в багатьох країнах є всього два сезони збору урожаю: листопад-січень і травень-липень. Під час збору плодів кожен стручок розтинають за допомогою мачете і він може містити до 40 какао-бобів, оточених солодкою білою плівкою. Після розсічення боби і білу м'якоть виймають з стручка, а потім накривають їх листям бананового дерева. Протягом 1-2 тижнів відбувається процес бродіння. Це дуже важливий процес, і його неправильне проведення може негативно позначитися на смаку шоколаду. Після бродіння какао-боби містять приблизно 60 % вологи. Її потрібно зменшити як мінімум до 7,5 %, щоб виключити можливість псування при перевезенні. Тому зброджені боби розкладають під сонцем на спеціальних матах або піддонах, які відразу накривають на випадок дощу. Процес сушіння сприяє усуненню гіркоти і появі специфічного аромату какао.

### Зберігання
Висушені какао-боби повинні бути перевезені на склад у найкоротші терміни. Перед перевезенням в термінали іноземних портів або на шоколадні фабрики боби повинні бути ретельно перевірені, упаковані в спеціальні вентильовані контейнери і поміщені в добре вентильований трюм корабля. Після доставки на фабрику какао-боби піддають ретельній перевірці з метою виявлення можливих специфічних дефектів, а також дефектів смаку та аромату, перевірки присутності сторонніх тіл, і, нарешті, контролю допустимого вмісту вологи. Потім упаковані боби поміщають в чисте, сухе приміщення і зберігають при температурі близько 16 ° С.

### Виробництво шоколаду

#### Випалювання
Процес виробництва шоколаду починається з випалювання бобів. Їх очищають і смажать, щоб усунути залишки вологи і досягти властивого для какао смаку і запаху. Вишукані сорти какао підсмажуються при нижчій температурі, що надає їм дуже ніжного аромату. Підсмажування, виконане неправильно, призведе до неприємного горілого присмаку.

#### Крекінг та віяння
Після підсмажування какао-боби охолоджують, а потім відправляють у віяльну машину, яка їх рафінує, відокремлює від оболонки і дробить на частинки розміром у декілька міліметрів. Лушпиння відділяється через сито потоком гарячого повітря.

#### Змішування
Перетворення дроблених бобів какао в шоколад шляхом змішування різних компонентів — це майстерна і секретна область у виготовленні шоколаду. Боби сортують за їх походженням, підсмажені і відвіяні, вони підбираються за точним рецептами, змішуються і поміщаються в машини для перемелювання какао.

#### Перемелювання
Підсмажені та перемелені боби, так зване «пір'я», нагрівають і ретельно мелять до утворення какао-пасти. Вона є головним інгредієнтом для приготування різної шоколадної продукції і складається з какао-олії (натуральний жир какао) і сухої складової бобів.
Потім какао-масу викладають під гідравлічний прес для вичавлювання жиру (какао-олії). Залишок (макуха), що містить ще 20 % жиру, перемелюють в порошок, який потім ретельно просівають та отримують чистий не підсолоджений какао-порошок. Какао-олію фільтрують, пом'якшують, формують і відправляють на зберігання. А какао-пасту змішують з цукром (і сухим молоком у разі виготовлення молочного шоколаду), і паста інтенсивно розтирається і рафінується від розміру крупинок від 50 мікрон до 17.
Для приготування шоколаду в какао-масу необхідно додати какао-олію, цукор, ваніль. Ці інгредієнти змішують і місять до одержання гладкої, однорідної маси.

#### Конширування
Це один з найважливіших етапів у виготовленні шоколаду. Його метою є видалення всієї залишкової вологи, усунення несумісних смаків і ароматів, грудочок, а також витіснення летючих кислот і надмірної гіркоти.
Шоколад викладають в баки для конширування, де його розкатують і місять. Під час цього процесу він нагрівається до різних температур. Для отримання шоколаду високої якості додається какао-олія разом з лецитином (добутим із соєвих бобів), що сприяє зниженню в'язкості. Процес конширування усуває вологу і сприяє утворенню гладкого, однорідного шоколаду з поліпшеним смаком і ароматом.
У той час, як звичайний шоколад конширується лише кілька годин, шоколад найвищої якості може коншируватися до п'яти днів.
Недостатнє конширування шоколаду може привести до посереднього смаку та підвищеної кислотності.

#### Темперування шоколаду
У попередніх процесах температура шоколаду постійно підтримувалася на рівні температури плавлення какао-олії. Тепер необхідно охолодити масу таким чином, щоб забезпечити належну кристалізацію какао-олії та однорідний розподіл суміші. Темперований шоколад застигає швидко, має гарну текстуру і блиск, з ним легко працювати.
Кувертюр, який має високий вміст какао-олії, є темперований, тому що з'єднання жирових молекул стабільні в різних точках плавлення. Насправді, розчинення відбувається як при низьких температурах, так і при високих. Але перше, що необхідно, це довести кувертюр до високої температури, достатньої для повного розчинення всього жиру (якщо шоколад занадто гарячий, то відбудеться знищення його тонкого смаку). Друге: охолодження або прекристалізація розплавленого шоколаду відбувається, коли шоколад за зовнішніми ознаками густий і в'язкий. У цей момент формуються чисті жирові молекули. На цьому етапі шоколад надто густий для широкого використання. Його необхідно трохи нагріти, не відхиляючись від рекомендованих температур.

## Вплив шоколаду на організм
Шоколад багатий на алкалоїди, такі як теобромін і фенетиламін, що визначають його фізіологічну дію на організм людини. Зокрема шоколад впливає на рівень серотоніну, а за деякими даними, він може знижувати кров'яний тиск. Чорний шоколад, найбагатший на продукти какао, нині активно рекламується як джерело антиоксидантів, що можуть позитивно впливати на здоров'я.
Про нову корисну властивість шоколаду повідомили в Journal of Internal Medicine. Виявляється, якщо люди, які перенесли інфаркт, періодично їдять шоколад, то ризик смерті від серцевих ускладнень зменшується в декілька разів. Цей ефект спричиняють антиоксиданти, що містяться в какао.
З іншого боку, теобромін, що міститься в ньому у високих концентраціях, токсичний для багатьох тварин, зокрема собак і кішок.
Так, для котів і собак середня летальна доза становить 200…300 міліграм/кг теоброміну або 100—500 г шоколаду на тварину (залежно від розміру). Коні та папуги також чутливі до цієї речовини. Отруєння людини теоброміном при поїданні шоколаду практично неможливе завдяки швидкому метаболізму теоброміну в людському організмі. Так само теобромін, будучи основним алкалоїдом у шоколаді, дав йому другу назву «Їжа богів» (тео брома).
На Міжнародному конгресі історії науки, технології та медицини, який відбувся 2013 року в Манчестерському університеті, озвучили ймовірні причини надзвичайної популярності цього продукту. За припущеннями одних дослідників, виною тому є анандамід, речовина, яка міститься в шоколаді й впливає на мозок подібно психоактивному транс-Δ9-тетрагідроканнабінолу, отриманому з конопель. Інший , приклад, професор Філіпп Уілсон, стверджує, що дуже важко визначити, який саме з 500 компонентів впливає на психологічні функції організму. Зрештою, директор Центра з вивчення відчуттів Лондонського університету Біркбек Баррі Сміт переконує:
| «Поєднання однорідності й густоти шоколаду в роті, солодкість смаку, ароматизатор з присмаком ванілі та запах роблять споживання шоколаду, навіть перш ніж він потрапляє на смакові рецептори, надзвичайно приємним досвідом»[25]. |

## Шоколад у культурі
Нині шоколад є найпопулярнішим компонентом кондитерських виробів у світі, що надає їм характерного аромату. Шоколадні вироби, відлиті в різноманітні форми, стали традиційними атрибутами кількох свят, зокрема шоколадні зайці (наприклад, у США) та шоколадні яйця популярні на Великдень, шоколадні Діди Морози та Святі Миколаї на Різдво та Новий рік і багато інших. Шоколад також є частим компонентом гарячих та холодних напоїв, зокрема шоколадного молока та гарячого шоколаду.

## Види шоколаду

### Чорний шоколад

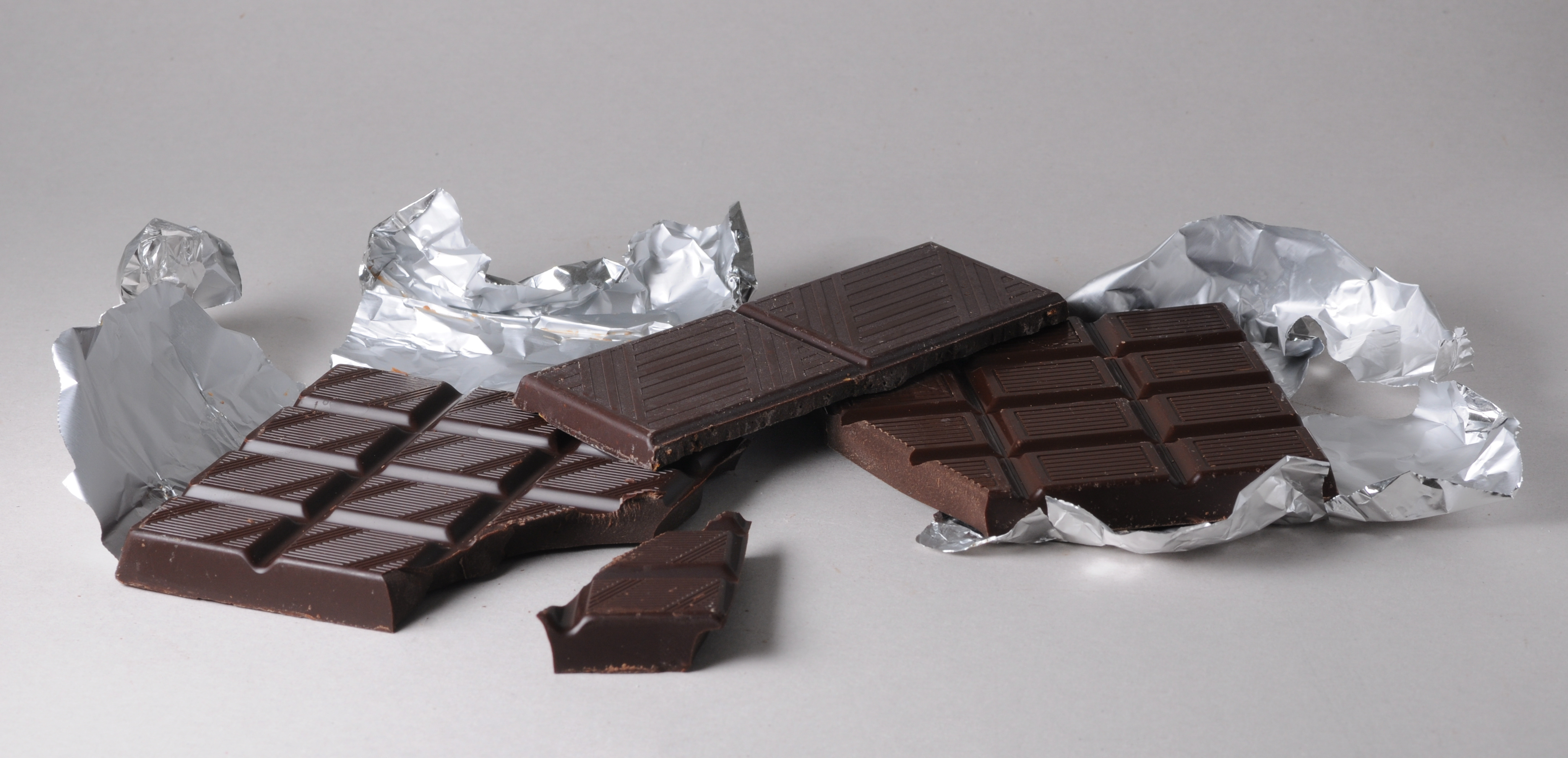
Чорний шоколад

У ньому міститься від 56 % до 90 % тертого какао. Виробляють чорний шоколад при температурі 31,1–32,7 °C. Містить у 2–5 разів більше теоброміну ніж молочний шоколад. При купівлі продукту перевагу варто віддавати маркам з високим відсотком вмісту плодів какао-бобів. Особливо важливо враховувати це правило, якщо ви купуєте його для теплової обробки або з іншою кулінарною метою.

### Молочний шоколад

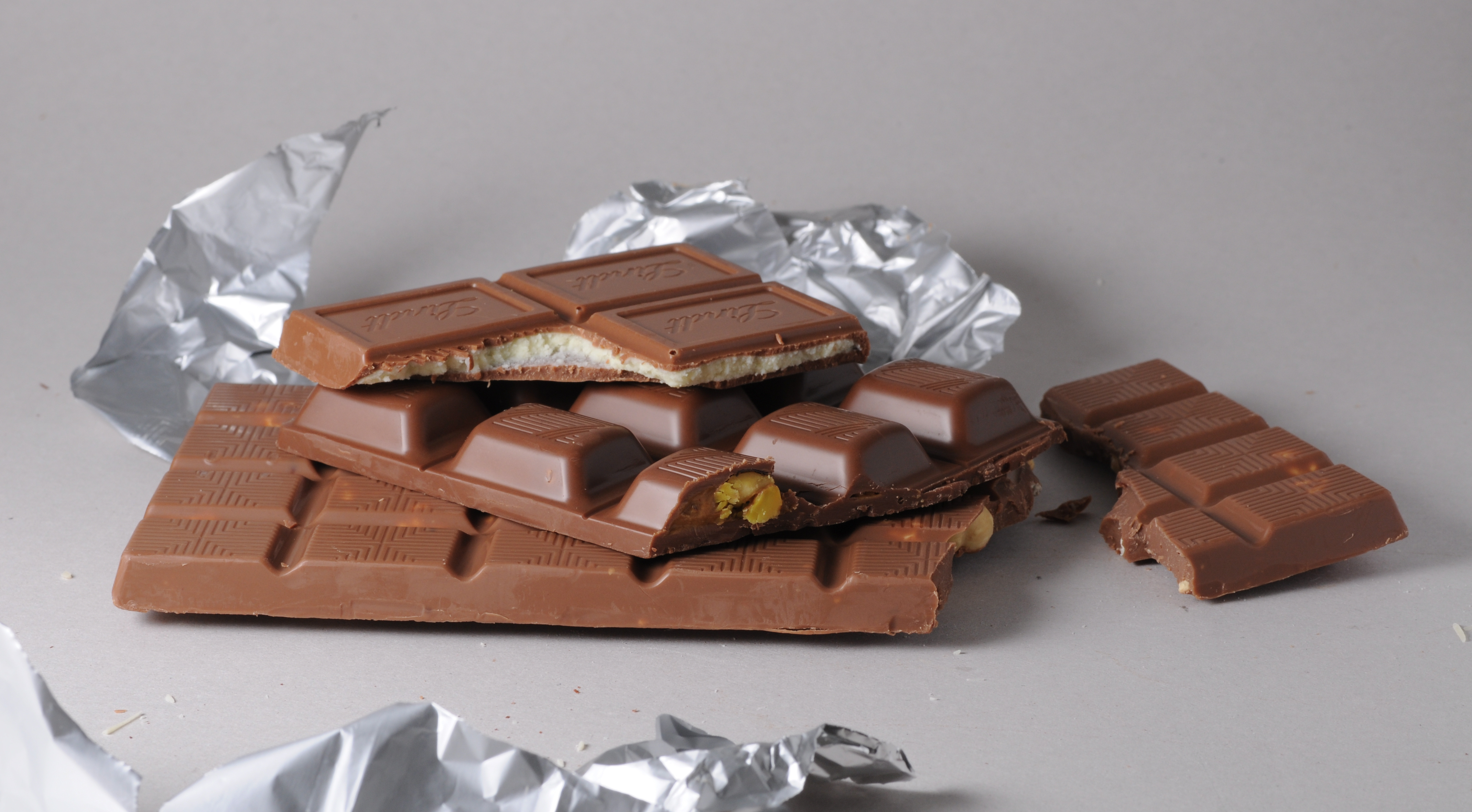
Молочний шоколад

У цьому сорті менше какао-бобів і більше цукру, ніж у чорному, а також він містить молоко або молочний порошок. Виробляють молочний шоколад при температурі 28,9–30,5 °C. Молочний шоколад більше підходить для прикраси тортів і тістечок. Еталонний смак повинен бути вершковим, але не занадто солодким.

### Білий шоколад

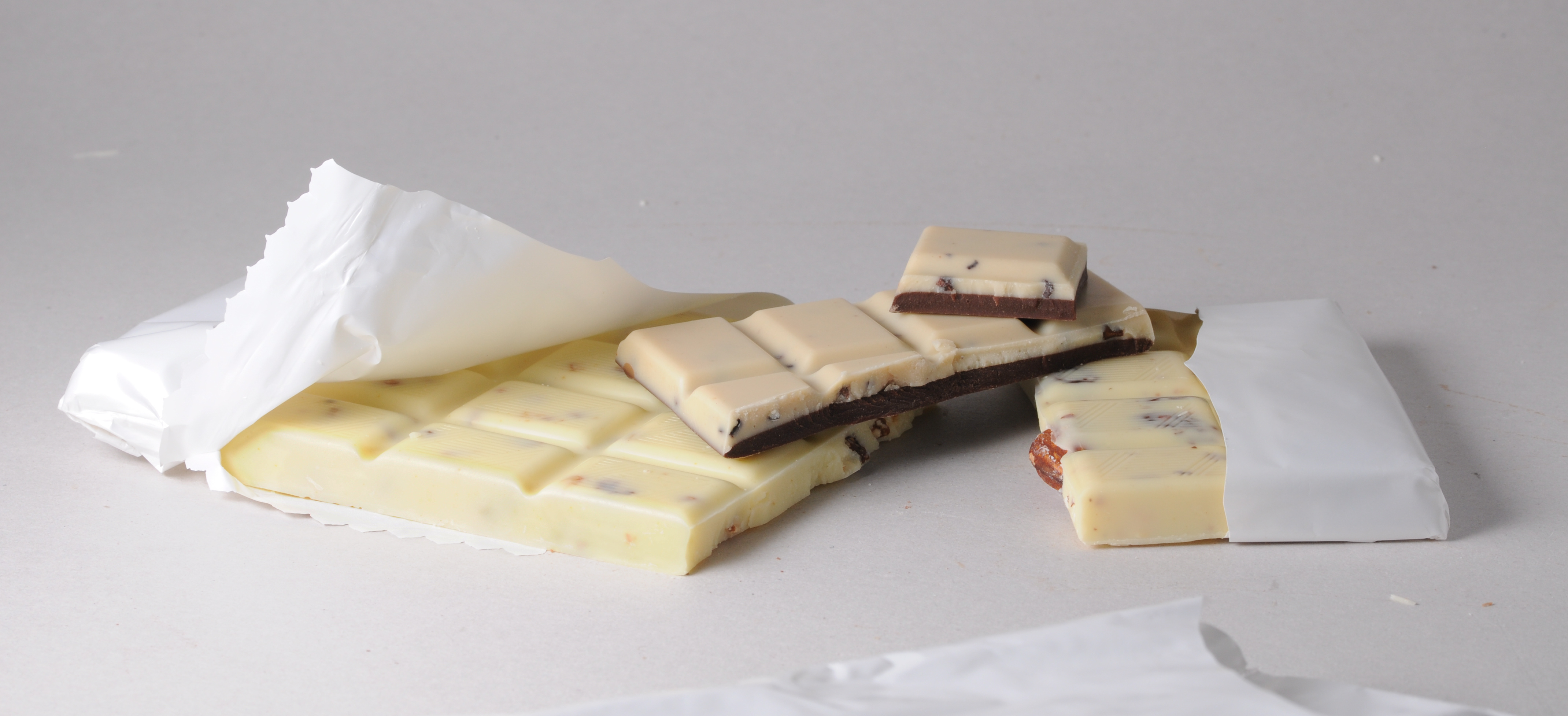
Білий шоколад

Шоколадом цей продукт можна назвати з великою натяжкою. Переважно він складається з какао-масла, сухого молока і цукру. На відміну від інших сортів шоколаду, білий шоколад не містить шоколадного лікеру або какао-порошку. З кулінарною метою краще використовувати хороші марки білого шоколаду. Головне правило: при розтопленні використовуйте делікатну температуру. Перегрітий білий шоколад стає зернистим і втрачає смак. Це відбувається через руйнування внутрішньої структури шоколаду, де всі частинки утворюють дисперсійну систему.
Білий шоколад зазвичай містить лецитин в ролі загусника, і деякі ароматизатори: зазвичай це ваніль або ванілін. Низька точка танення какао-олії в білому та у молочному шоколаді дозволяє їм залишатися твердими при кімнатній температурі, зате вони легко тануть в роті. Таким чином, білий шоколад має текстуру аналогічну молочному шоколаду, а какао-олія без добавок зберігає свій оригінальний смак.
Оскільки білий шоколад не містить какао-порошку і шоколадного лікеру (какао-маси), він не відповідає стандартам, які б дозволили продавати його як шоколад в різних країнах. Існують навіть цілі ухвали, які визначають, що може називатися білим шоколадом. Наприклад, у США з 2004 року, білий шоколад повинен містити як мінімум 20 % какао-олії (за масою), 14 % молочного порошку, і менше 55 % цукрів або інших підсолоджувачів. До того в США час від часу з'являлися різні акти, що контролюють якість білого шоколаду. Європейський Союз адаптував аналогічні стандарти: у білому шоколаді повинно бути не менше 20 % какао-олії, і 14 % сухого молока.

### Рубіновий шоколад

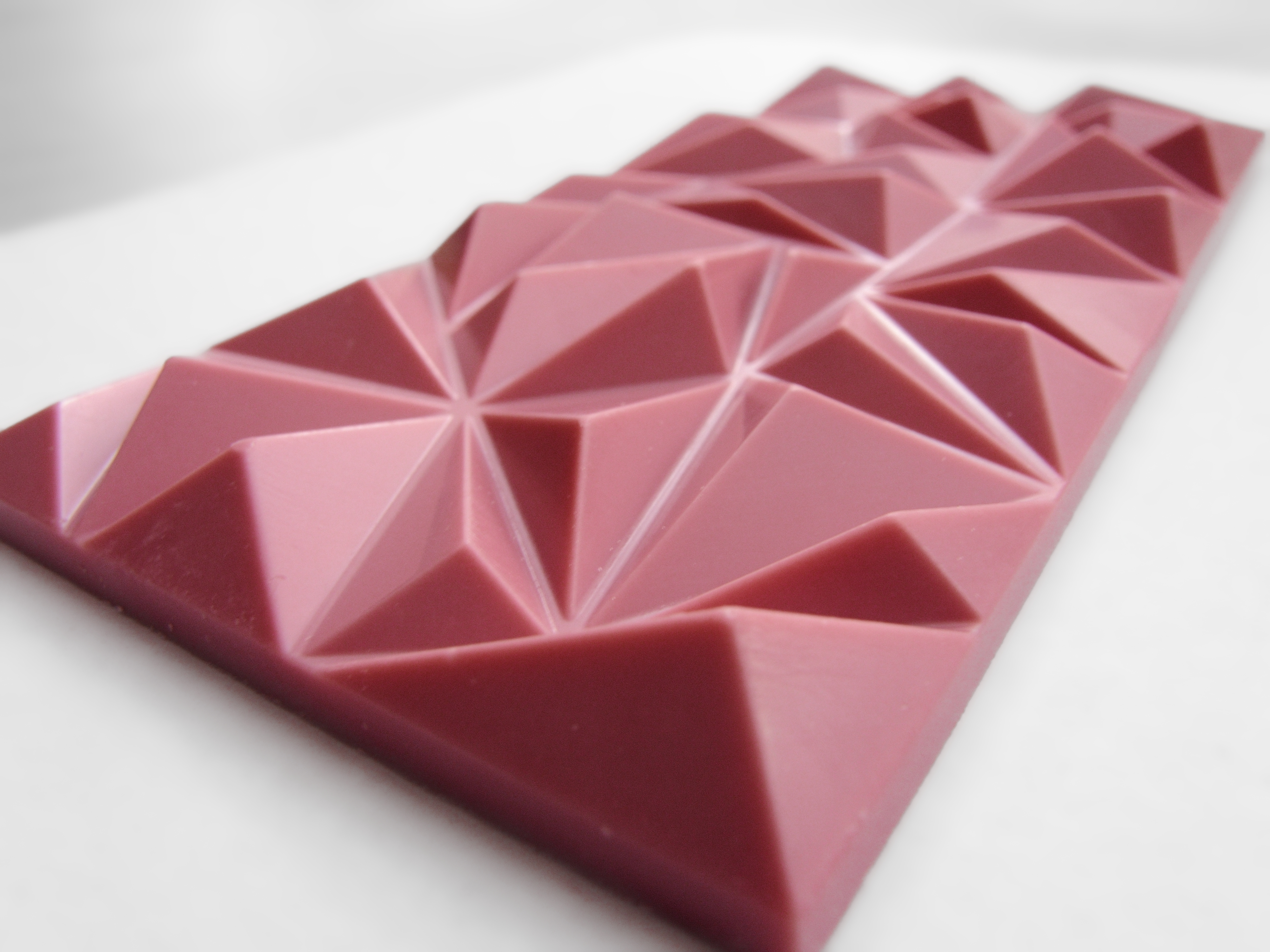
Рубіновий шоколад

Цей шоколад має рожевий відтінок, насичений смак і віддає фруктовими нотами. Також рубіновий шоколад має вершкову структуру, як і інші види. Ароматизатор надходить із самих какао-бобів.
Цей новий вид шоколаду був винайдений у 2017 році швейцарською компанією Barry Callebaut, що намагалася винайти новий сорт шоколаду з 1930 року.

### Десертний шоколад
Десертний шоколад виробляють із чорного, молочного або білого шоколаду, додаючи такі наповнювачі, як горіхи, сухофрукти, різноманітні лікерні та фруктові начинки.
Дубайський шоколад
Став відомим у світі з 2024 року.  Це молочний шоколад, всередині якого міститься зелена фісташкова паста і смажене тісто катаіфі.

### Пористий шоколад
Пористий шоколад буває чорним, молочним або білим. Шоколадну масу розливають у форми на ¾ об'єму, поміщають у вакуум-котли і витримують у рідкому стані (при температурі 40 °C) протягом 4 год. У вакуумі завдяки розширенню бульбашок повітря утворюється пориста структура плитки.

### Діабетичний шоколад
Діабетичний шоколад призначений для хворих на цукровий діабет. Замість цукру використовуються підсолоджувачі, такі як сорбіт, ксиліт, маніт.

## Цікаві відомості
- Вірменська кондитерська фабрика Grand Candy з нагоди 10-річчя діяльності встановила світовий рекорд, виготовивши найбільшу шоколадну плитку вагою 4,41 тонни, яка занесена в Книгу рекордів Гіннесса. Плитка рекордного шоколаду виготовлялася протягом 4 днів, її довжина становить 5,6 м, ширина — 2,75 м, а висота 25 см. Колишній аналогічний рекорд належав італійським кондитерам, які виготовили плитку вагою 3,58 тонни[27].
- Британський виробник шоколаду Thorntons побив світовий рекорд Книги рекордів Гіннесса, приготувавши найбільшу плитку шоколаду, вагою майже 6 тонн (5 792,5 кг). Такого величезного шоколадного монстра, чотири метри завширшки і чотири метри завдовжки, продемонстрували на 100-річчя всесвітньо відомої компанії. Рекордна шоколадна плитка вийшла еквівалентом 75 000 звичайних шоколадок Thorntons.
- За результатами когортного дослідження німецького інституту дієтології (DlfE) в Потсдамі, 6 грамів шоколаду в день, імовірно, асоціюються з зниженням ризику інсульту та інфаркту міокарда на 39 відсотків і зниженням кров'яного тиску в середньому на 1 мм ртутного стовпчика[28].
- У 1200—1000 роках до нашої ери індіанці Центральної Америки пили «шоколадне пиво», яке виготовляли із зброджених плодів какао[29].
- 11 липня — Всесвітній день шоколаду (World Chocolate Day). День шоколаду вперше був заснований французами в 1995 році.
- У світі існує кілька шоколадних музеїв[30].